# Eikonrød Station
Eikonrød Station (Eikonrød stasjon) var en jernbanestation på Vestfoldbanen, der lå i kvarteret Doktorstykket i Skien i Norge.
Stationen åbnede 11. november 1916 som skiftestation mellem den dengang smalsporede Vestfoldbanen og den nye normalsporede Bratsbergbanen. Strækningen fra Eikonrød til Eidanger blev ved åbningen forsynet med treskinnespor, så den kunne betjenes af tog til begge sporvidder. Strækningen blev omstillet til normalspor 16. juni 1921, hvorefter skiftet fandt sted i Eidanger. Senere blev resten af Vestfoldbanen også normalsporet. Stationen blev nedgraderet til 1. januar 1973, og 3. juni 1973 ophørte betjeningen med persontog. Stationen blev nedlagt 31. maj 1995.